# 내로남불
내로남불('내가 하면 로맨스, 남이 하면 불륜'의 줄임말) 또는 아시타비(我是他非)는 더블 스탠더드(이중잣대)를 비판적으로 일컫는 한국어 신조어이다. 1990년대 신한국당 국회의원 박희태가 공적인 자리에서 처음 사용한 이후 정치권에서 박근혜 정부, 문재인 정부 비판 등에 널리 사용되었다. 2020년 교수신문은 올해의 사자성어로 내로남불을 한자어로 바꾼 신조어 '아시타비'(我是他非)를 채택하였다. 

## 어원
'내로남불'은 1990년대 초 '남이 하면 스캔들, 내가 하면 로맨스'의 형태로 주로 사용되었다. 이런 형태는 1990년대 중후반 상대편 언행의 이중잣대를 비판하는 의미로  ‘내가 하면 예술, 남이 하면 외설’ ‘내가 하면 오락, 남이 하면 도박’ 등으로 패러디되어 등장하였다. 다양한 형태로 쓰이던 '내로남불'을 공식 석상에서 처음 사용한 인물은 신한국당 국회의원 박희태이다. 1996년 대한민국 15대 총선 직후 여소야대가 된 정국 당시 신한국당이 무소속 의원 등 11명을 영입하자, 야당인 새정치국민회의에서 신한국당의 '의원 빼가기'를 비판하였다. 이에  박희태는 "야당의 주장은 내가 바람을 피우면 로맨스, 남이 하면 불륜. 내가 부동산을 하면 투자, 남이 사면 투기라는 식"이라 반박했다. 이 발언 이후 '내로남불'은 '로맨스'가 들어간 형태로 정립되었다.

## 사용
'내로남불'은 박희태의 첫 사용 이후, 2015년 7월 더불어민주당 의원 전병헌이 여야 갈등을 둘러싼 박근혜 대통령의 화법을 비판하며 사용함으로써 공식 석상에서 재등장하였다.
문재인 정부 이후, 2020년 교수신문은 올해의 사자성어로 '내로남불'을 한자어로 바꾼 '아시타비'(我是他非)를 선정하였다. 현대에 창작된 사자성어가 선정된 것은 이번이 처음이며, 이를 추천한 교수들은 그 사유로 조국 사태, 윤석열-추미애 갈등, 코로나19 범유행에서 드러나는 이중잣대를 들었다.

## 평가
로이터의 신현희 기자는 2021년 서울특별시장 보궐선거에서의 더불어민주당 패배 원인을 '접목과 당 내의 성추문'(graft and sex abuse scandals in a party)에 유권자들이 분노한 것이라고 평하며, 문재인 정권을 아우르는 말로 '내로남불' (Naeronambul)을 사용하며 원문 그대로 소개하였다. 문화일보의 논설위원 황성규는 내로남불을 ' 나와 남으로 갈라치기 해 놓고 시비를 가르는 위선적인 정치인과 그 주변 세력들'로 인해 만들어진 단어라며, '조어법상 태어나지 않았어야 할 말, 시쳇말로 귀태어(鬼胎語)'라고 비난했다.

## 같이 보기
- 더블 스탠더드(이중잣대)
- 차별